# Richard Scarry
Richard McClure Scarry [ˈskæri] (* 5. Juni 1919 in Boston, Massachusetts, Vereinigte Staaten; † 30. April 1994 in Gstaad, Schweiz) war ein Kinderbuchautor und Illustrator, der über 300 Bücher veröffentlicht hat, wovon weltweit über 300 Millionen Exemplare verkauft wurden.

## Leben
Seine Eltern führten ein Geschäft in Boston. Die Scarrys genossen sogar während der Großen Depression ein komfortables Leben. Nach dem High-School-Abschluss schrieb sich Scarry bei einem Business College ein, gab aber das Studium bald auf, weil er herausfand, dass es nicht seinen Vorlieben entsprach. Er studierte dann Kunst an der School of the Museum of Fine Arts in Boston, bis er während des Zweiten Weltkriegs von der US Army eingezogen wurde.
Nach dem Krieg arbeitete Scarry für die Layout-Abteilungen verschiedener Magazine, bevor er 1949 mit Little Golden Books seinen Karrieredurchbruch hatte. Seine bekannteste Bücherserie spielte in Busytown (Schaffenau in der deutschen Übersetzung).
Scarrys Figuren sind beinahe immer vermenschlichte Tiere. Gelegentlich führt dies zu grotesken Situationen: Es werden Tiere als Bauern dargestellt, die Vorräte anlegen, einschließlich des makabren Beispiels eines Schweines, das als Metzger dargestellt wird, der Speck und Würstchen an der Ladentheke verkauft. Indem er Tiere anstelle von Menschen benutzte, konnte Scarry vermeiden, dass seine Figuren bestimmte ethnische Merkmale tragen, was dazu beitrug, die Botschaft seiner Geschichten einem größeren Publikum zugänglich zu machen. Außerdem wirken die dargestellten Unfälle bei den vermenschlichten Tieren nicht so gefährlich, wie es bei gezeichneten menschlichen Personen der Fall gewesen wäre.
In den 1980er und 1990er Jahren wurden viele Bilderbücher seiner beliebtesten Buchserie Best Ever in Zeichentrickvideos umgesetzt. 1993 wurden auch die Bilderbücher der Busytown-Serie zur Zeichentrickserie The Busy World of Richard Scarry verarbeitet, die in Amerika von 1994 bis 1996 auf Showtime und danach auf Nickelodeon ausgestrahlt wurde.
In Deutschland wird The Busy World of Richard Scarry unter dem Titel Egons bunte Welt auf Junior.TV ausgestrahlt.
1986 zog die Familie mit dem Sohn in die Schweiz, nachdem sie 1963 erstmals Europa bereisten. 1972 kaufte Scarry ein Chalet in Gstaad in der Schweiz. Hier gründete er sein Studio, wo er die meiste Zeit des Tages zubrachte und seine Bücher schrieb und illustrierte. Sein Studio enthielt nur einen Schreibtisch, eine Lampe und einen Stuhl. Seine Frau durfte ihn bis auf die Stunde der Mittagspause nicht stören. Daraus darf nicht geschlossen werden, dass Scarry ein Minimalist war – nach Aussage seines Sohns hat er unzählige Dinge (von jeder seiner Reisen) angehäuft.
Seine Frau Patricia Scarry, geborene Murphy, war Autorin von Kinderlesebüchern. Richard lernte sie bei einer gemeinsamen Arbeit kennen, als er noch Lesebuchillustrator war. Sie waren nach drei Wochen verheiratet. Ihr werden viele Geschichten seiner folgenden Kinderbücher zugeschrieben, etwa Good Night, Little Bear, The Bunny Book, and The Fishing Cat. Laut Aussage des Sohnes arbeiteten Patricia und Richard zusammen an insgesamt zehn Büchern, für spätere Werke nutzte Patricia einen anderen Illustrator.
Am 30. April 1994 starb Scarry im Alter von 74 Jahren in Gstaad, Schweiz, an einem Herzinfarkt, der durch Komplikationen von Speiseröhrenkrebs verursacht wurde.
Sein Sohn, Richard Scarry Jr., ist auch ein Illustrator, der manchmal unter seinem Spitznamen „Huck Scarry“ arbeitet und manchmal im Stile seines Vaters als „Richard Scarry“. Huck lebt in Wien und hat vier Kinder.

## Werke
- Kathryn Jackson: The animal's merry Christmas. Western Publishing Company, 1958.
  - Kathryn Jackson: Mein allerschönstes Weihnachten. Delphin Verlag, Stuttgart/Zürich 1963 (Bilder von Richard Scarry); Alternativtitel: Mein allerschönstes Weihnachtsbuch. Delphin Verlag, München/Zürich 1982, ISBN 3-7735-5137-1.
- Kathryn Jackson: Husch-husch ins Körbchen. Neuer Tessloff Verlag, Hamburg 1969 (Illustrationen von Richard Scarry, übersetzt von Ellen Tessloff)
- Cars and Trucks and Things That Go. 1958, ISBN 0-307-15785-7 (englisch)
- Best Word Book Ever. 1963, ISBN 0-307-15510-2.
  - Mein liebstes Wörterbuch. Delphin-Verlag, 1986, ISBN 3-7735-3110-9.
- Busy, Busy World. 1965, ISBN 0-307-65539-3.
  - Mein allerschönstes Reisebuch. Delphin-Verlag, 1966; Alternativtitel: Mein allerschönstes Europa-Buch, Delphin Verlag, 1975, ISBN 3-7735-4913-X.
- Tinker and Tanker. 1960, ISBN 0-385-06010-6. (englisch)
  - Tinker und Tanker in Dudelstadt. Carlsen Verlag, 1973, ISBN 3-551-11511-7.
- Tinker and Tanker out West. 1961.
  - Tinker und Tanker im Wilden Westen. Carlsen Verlag, 1973, ISBN 3-551-11512-5.
- Tinker and Tanker and their space ship. 1961.
  - Tinker und Tanker bauen ein Luftschiff. Carlsen Verlag, 1973, ISBN 3-551-11513-3.
- Tinker and Tanker and the Pirates. 1961.
- Tinker and Tanker, knight of the round table. 1963.
  - Tinker und Tanker als Ritter der Tafelrunde. Carlsen Verlag, 1973, ISBN 3-551-11514-1.
- Tinker and Tanker in Africa. 1963.
- I Am a Bunny, 1963, ISBN 0-307-12125-9.
  - Ich bin der kleine Hase. 14. Auflage. Ravensburger Buchverlag, 1977, ISBN 3-473-30152-3.
- What Do People Do All Day? 1968, ISBN 0-394-81823-7. (englisch)
  - Mein allerschönstes Buch vom Backen, Bauen und Flugzeugfliegen. 7. Auflage. Delphin-Verlag, 1981, ISBN 3-7735-4927-X (erstmals 1970); Alternativtitel:  Mein allerschönstes Buch vom Backen, Bauen, Feuerlöschen. Delphin-Verlag, 1987, ISBN 3-7735-4927-X.
- Great big air book. 1971, ISBN 0-394-92167-4.
  - Mein allerschönstes Buch von Flugzeug, Luft und Donnerwetter. Delphin-Verlag, 1973, ISBN 3-7735-4943-1.
- Please and Thank You Book. ISBN 0-394-82681-7, 1973. (englisch)
- Best Rainy Day Book Ever, Random House, 1974.
  - Mein allerschönstes Buch für Regentage. Delphin-Verlag, 1977, ISBN 3-7735-5001-4.
- Cars and trucks and things that go. Random House, 1974, ISBN 0-307-15785-7.
  - Alles was fährt. Diogenes, Zürich  2018, ISBN 978-3-257-01228-6.
- Allerschönster Unsinn. Delphin Verlag, 1975, ISBN 3-7735-4978-4.
- Lesen macht Spass, Teil: Auf dem Lande. Delphin-Verlag, 1976, ISBN 3-7735-3650-X; Alternativtitel: Mein allerschönstes Buch vom Bauernhof. Lesen macht Spaß. Delphin-Verlag, 1992, ISBN 3-7735-3650-X.
- Best first book ever. Collins, 1979, ISBN 0-00-138258-6.
  - Mein allerschönstes Lesebuch. Delphin-Verlag, 1980, ISBN 3-7735-5075-8.
- Biggest wordbook ever. HarperCollins
  - Allergrößtes Wörterbuch. Diogenes Verlag, 1985, ISBN 3-257-00654-3.
- Busy, Busy Town. 1994, ISBN 0-307-16803-4. (englisch)
  - In der großen Stadt. Diogenes, 2016, ISBN 978-3-257-01187-6.

## Verfilmung
- The Busy World of Richard Scarry (1994–1997), Zeichentrickserie nach den Busytown Bilderbüchern mit 65 Folgen in 5 Staffeln[7]